# Jiří Pelikán (politik)
Jiří Pelikán (7. února 1923 Olomouc – 26. června 1999 Řím) byl český novinář židovského původu, publicista, komunistický funkcionář, generální tajemník Mezinárodního svazu studentstva, ústřední ředitel Československé televize, vydavatel exilového časopisu Listy. Po získání azylu v Itálii se stal politikem a byl poslancem Evropského parlamentu za Italskou socialistickou stranu. Byl synem sochaře Julia Pelikána.

## Stručný životopis
Pocházel z umělecké rodiny a celý život byl levicově orientovaným intelektuálem a reformním komunistou. Za 2. světové války byl 5 měsíců vězněn nacistickým gestapem, po propuštění z vězení se od roku 1941 až do konce války skrýval na neznámém místě (ukrýval se na Kořenci, kde má v místním muzeu pamětní síň, zachycující jeho život a působení v této obci). Proto byla uvězněna jeho matka, která zahynula v koncentračním táboře. Po válce se stal aktivním mládežnickým a svazáckým funkcionářem, pracoval jako funkcionář Národní fronty a ÚV KSČ. On sám si později vyčítal, že byl spoluzodpovědný za vyhazování studentů z vysokých škol po únoru 1948, protože stál v čele tzv. vyakčňovací komise, která měla na svědomí vyhození tisíců vysokoškoláků. Jeho aparátnická kariéra vyvrcholila tím, že v letech 1955 až 1963 zastával funkci generálního tajemníka a předsedy prokomunisticky orientovaného Mezinárodního svazu studentstva. Roku 1963 byl jmenován do funkce ústředního ředitele Československé televize, kde v roce 1968 zastával silně reformní postoje. I díky němu televize mnohem svobodněji informovala veřejnost o tehdejším politickém dění. Po invazi vojsk Varšavské smlouvy v roce 1968 byl „odsunut“ do diplomatických služeb a stal se kulturním atašé československého velvyslanectví v Itálii. V roce 1969 se odmítl vrátit do vlasti, za což byl doma zbaven poslaneckého mandátu. V Itálii požádal o politický azyl a hned se zapojil do místního politického dění. V roce 1977 získal italské občanství a od roku 1979 působil po dvě volební období (znovu zvolen 1984) jako poslanec Evropského parlamentu za italskou socialistickou stranu. Po roce 1990 působil krátce jako poradce československého prezidenta Václava Havla.
Byly po něm pojmenovány ulice v Římě a Miláně a také v jeho rodné Olomouci (třída Jiřího Pelikána).

## Státní bezpečnost

### Spolupráce
V dubnu 2009 byla zveřejněna informace, že na začátku 60. let 20. století spolupracoval se Státní bezpečností (StB). Pomáhal jí vylákat německého představitele studentského hnutí Dietera Konieckého do východního Berlína, kde byl zatčen východoněmeckou policií a tajně dopraven do Prahy. Koniecki byl následně v květnu 1961 v Československu odsouzen v neveřejném procesu k deseti letům vězení za špionáž.
Se Státní bezpečností spolupracovala i Pelikánova manželka, herečka Jitka Frantová Pelikánová, kterou roku 2015 vyznamenal Miloš Zeman. StB ji nasadila např. na Jana Wericha a v 60. letech ji několikrát vyslala do ciziny, aby donášela na české exulanty.

### Pronásledování
V roce 1974 se jej StB pokusila neúspěšně zabít nebo zranit prostřednictvím výbušné zásilky ve formě fingovaného balíku.